# 亞美尼亞—烏克蘭關係
亞美尼亞－烏克蘭關係，指烏克蘭與亞美尼亞的雙邊外交關係。兩國在1991年12月25日建交。目前，烏克蘭境内有世界第五大亞美尼亞社區。亞美尼亞駐烏克蘭基輔大使館在1993年開立。烏克蘭駐葉里溫大使館在1996年開立。現任亞美尼亞駐烏克蘭大使是安德拉尼克·馬努基安。現任烏克蘭駐亞美尼亞大使是伊萬·庫赫塔。

## 經濟合作
烏克蘭對亞美尼亞出口肉類、奶製品、蔬菜及穀物。亞美尼亞對烏克蘭出口電工產品、酒精飲料及礦泉水。2015年其中9個月，兩國貿易額9420萬美元，貨物貿易額7670萬美元。

## 大使

### 烏克蘭駐亞美尼亞大使
- 亞歷山大·博日科 (1996-2001)
- 弗拉基米爾·泰格洛 [3] [4] （2002年2月2日-2005年6月）
- 亞歷山大·博日科（2005年6月至2010年7月22日） [5]
- 伊萬·庫赫塔（2010年7月22日至今）

### 亞美尼亞駐烏克蘭大使
- 安德拉尼克·馬努基安（2010年4月26日–2018年8月22日） [6] [7]
- 提格蘭·塞拉尼安（2018年12月28日-2021年6月1日） [8]
- 弗拉基米爾·卡拉佩特揚（2021年6月1日至今） [9]

## 國事訪問

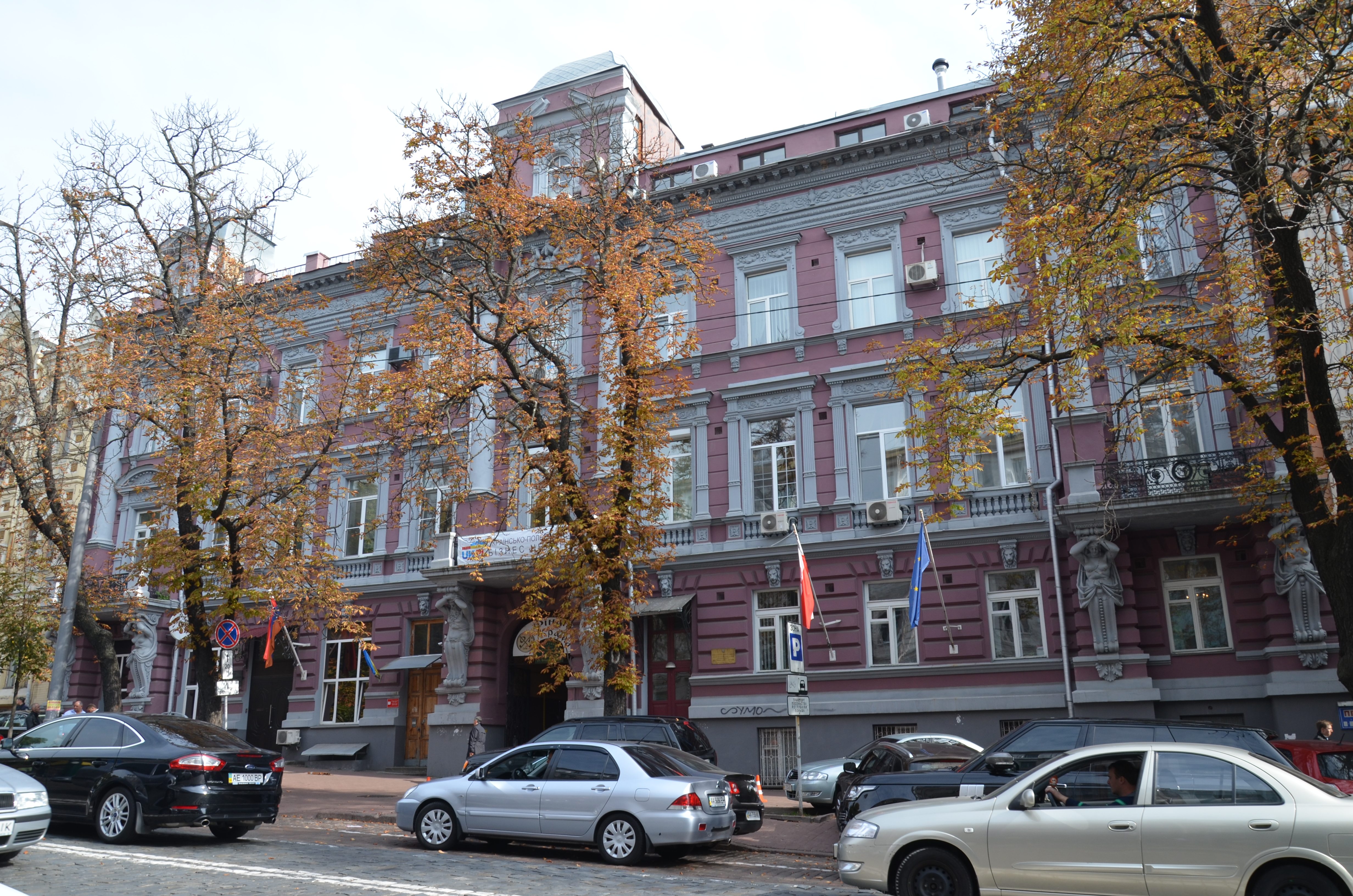
亞美尼亞駐基輔大使館

| 賓客                   | 主人                   | 到訪地點 | 訪問日期            |
| ---------------------- | ---------------------- | -------- | ------------------- |
| 列昂尼德·库奇马總統    | 列文·特尔-彼得罗相總統 | 埃里温   | 1996年5月           |
| 列文·特尔-彼得罗相總統 | 列昂尼德·库奇马總統    | 基辅     | 1997年7月           |
| 罗伯特·科查良總統      | 列昂尼德·库奇马總統    | 基辅     | 2001年3月           |
| 列昂尼德·库奇马總統    | 罗伯特·科查良總統      | 葉里温   | 2002年10月10日      |
| 谢尔日·萨尔基相總統    | 维克托·尤先科總統      | 基辅     | 2008年7月28日至29日 |
| 谢尔日·萨尔基相總統    | 维克托·尤先科總統      | 基辅     | 2010年2月25日       |
| 谢尔日·萨尔基相總統    | 维克托·亚努科维奇總統  | 基辅     | 2011年7月1日至2日   |
| 谢尔日·萨尔基相總統    | 维克托·亚努科维奇總統  | 基辅     | 2012年7月1日至2日   |

## 外交設施
| 亞美尼亞共和國 - 基輔 (大使館) | 烏克蘭共和國 - 大使館 (大使館) |